# McCarthy-Nunatak
Der McCarthy-Nunatak ist ein kleiner Nunatak im ostantarktischen Mac-Robertson-Land. Er ragt 8 km südöstlich des Depot Peak nur unwesentlich über das Niveau des ihn umgebenden Eisschilds hinaus.
Entdeckt wurde er 1970 bei einem Überflug im Zuge der Australian National Antarctic Research Expeditions. Das Antarctic Names Committee of Australia benannte ihn nach Ian C. McCarthy, leitender Wetterbeobachter auf der Mawson-Station im Jahr 1970, der 1971 an Erkundungen in den Prince Charles Mountains beteiligt war.